# Lista odcinków serialu Tess kontra chłopaki
Poniżej przedstawiona jest lista wszystkich odcinków serialu Tess kontra chłopaki, emitowanego na kanale Nickelodeon Polska od 23 kwietnia 2012.

## Serie
| Seria | Seria | Odcinki | Oryginalna emisja    | Oryginalna emisja   | Oryginalna emisja | Oryginalna emisja |
| Seria | Seria | Odcinki | Premiera serii       | Finał serii         | Premiera serii    | Finał serii       |
| ----- | ----- | ------- | -------------------- | ------------------- | ----------------- | ----------------- |
|       | 1     | 22      | 9 września 2011      | 9 października 2012 | 23 kwietnia 2012  | 28 czerwca 2012   |
|       | 2     | 18      | 23 października 2012 | 27 sierpnia 2013    | 18 listopada 2013 | 11 grudnia 2013   |

## Seria 1: 2011-12
| 1 | Zapasy z chłopakami Wrestling with Boys                           | Steve Wright  | Douglas Lieblein R.J. Colleary | 9 września 2011      | 23 kwietnia 2012 | 102 |
| Tess Foster chce się zapisać do szkolnej drużyny wrestlingu. Niestety jej ojciec, który jest nauczycielem w jej szkole nie chce jej przyjąć, ponieważ dziewczyna nie jest chłopcem. Tess jest wściekła, nie chce być traktowana stereotypowo i próbuje się dostać do drużyny. Gościnnie: Genevieve Kang jako dziewczyna z plakatu, Austin MacDonald jako Andy Jacobs |                                                                   |               |                                |                      |                  |     |
| 2 | Doskonałe życie z chłopakami A Perfect Life with Boys             | Stefan Scaini | Julie Sherman Wolfe            | 16 września 2011     | 24 kwietnia 2012 | 106 |
| Tess jest zdenerwowana, gdy w dniu zdjęć bracia zajmują jej łazienkę i dziewczyna przychodzi do szkoły z nieułożonymi włosami. Na dodatek Gabe wylewa na nią sok i Tess wychodzi źle na zdjęciu. Zdesperowana wzywa babcię, która ma jej pomóc w doprowadzeniu braci do porządku. Helen przywozi ze sobą kompromitujące zdjęcia chłopców i mówi im, że wrzuci je do internetu, jeśli chłopcy nie będą traktować siostry jak damy. Ale oczekuje, że Tess też będzie się zachowywać jak kobieta i zrezygnuje z zapasów. Dziewczyna jednak chce, by wszystko wróciło do normy. |                                                                   |               |                                |                      |                  |     |
| 3 | Małpia paplanina Monkey Talk with Boys                            | Steve Wright  | Michael Poryes                 | 23 września 2011     | 25 kwietnia 2012 | 108 |
| Sam zostaje zaproszony na imprezę, jednak nie wie, że na niej chcą go wyśmiać. Tess nie wie jak ma to powiedzieć bratu. W końcu Sam odpuszcza przyjęcie. Tymczasem Spencer zostaje zasmrodzony przez skunksa. Jack wspólnie z synem chcą go złapać. |                                                                   |               |                                |                      |                  |     |
| 4 | W sekretariacie dyrektora In the Principal's Office with Boys     | Steve Wright  | Douglas Lieblein               | 7 października 2011  | 26 kwietnia 2012 | 105 |
| 5 | Kłopot z tatą This Time the Problem Is with Dad and Not with Boys | Steve Wright  | Julie Sherman Wolfe            | 14 października 2011 | 2 maja 2012      | 114 |
| 6 | Szkolna śmierć Social Death with Boys                             | Steve Wright  | Steven Peterman                | 4 listopada 2011     | 3 maja 2012      | 113 |
| 7 | Swaci Set Up's with Boys                                          | Steve Wright  | Michael Poryes                 | 11 listopada 2011    | 9 maja 2012      | 103 |
| 8 | Chłopak i dziewczyna The Big Kiss Off with Boys                   | Steve Wright  | Steven James Meyer             | 18 listopada 2011    | 10 maja 2012     | 101 |
| 9 | Zasmarkane święta Chrisbus with Boys                              | Stefan Scaini | Michael Poryes                 | 9 grudnia 2011       | 16 maja 2012     | 112 |
| 10 | Srebrny łoś Disarmed with Boys                                    | Stefan Scaini | Steven Peterman                | 28 grudnia 2011      | 24 maja 2012     | 109 |
| 11 | Batalie o łazienkę Bathroom Battles with Boys                     | Stefan Scaini | Douglas Lieblein               | 9 marca 2012         | 17 maja 2012     | 118 |
| Tess nie może znieść ciągłych bitew z braćmi o łazienkę. W tym celu Jack postanawia podjąć pracę. W sekrecie przed dziećmi zostaje klaunem. Dziewczyna dowiaduje się o tym i każe rzucić mu tę pracę, ale Jack się nie zgadza. |                                                                   |               |                                |                      |                  |     |
| 12 | Zmyłki Misguided Motives with Boys                                | Steve Wright  | Steven James Meyer             | 23 marca 2012        | 23 maja 2012     | 107 |
| 13 | Chłopak przyjaciółki - część druga Double Trouble with Boys       | Stefan Scaini | Douglas Lieblein               | 6 kwietnia 2012      | 30 maja 2012     | 111 |
| 14 | Chłopak przyjaciółki Trouble with Boys                            | Stefan Scaini | Douglas Lieblein               | 13 kwietnia 2012     | 31 maja 2012     | 110 |
| 15 | Trzeba przystopować Hitting the Breaks with Boys                  | Steve Wright  | Douglas Lieblein               | 25 maja 2012         | 7 czerwca 2012   | 117 |
| 16 | Projektantka mody Fashion Faux Pas with Boys                      | Steve Wright  | Michael Poryes                 | 1 czerwca 2012       | 13 czerwca 2012  | 115 |
| 17 | Trudny wybór When Something Better Comes Along with Boys          | Steve Wright  | Douglas Lieblein               | 18 maja 2012         | 6 czerwca 2012   | 116 |
| 18 | Urodziny Birthdays with Boys                                      | Stefan Scaini | Steven Peterman                | 14 września 2012     | 14 czerwca 2012  | 104 |
| 19 | Szlugi Smoking with Boys                                          | Stefan Scaini | Michael Poryes                 | 21 września 2012     | 20 czerwca 2012  | 113 |
| 20 | Przyjaciółka taty Nightmares with Boys                            | Steve Wright  | Doug Lieblein                  | 25 września 2012     | 21 czerwca 2012  | 106 |
| 21 | Mam dość mojego brata-bliźniaka Driven Crazy with Boys            | Stefan Scaini | Steven Peterman                | 2 października 2012  | 27 czerwca 2012  | 120 |
| 22 | Wycieczka do Włoch Blah, Blah, Blah with Boys                     | Stefan Scaini | Michael Poryes                 | 9 października 2012  | 28 czerwca 2012  | 105 |
| Tess, Allie i Sam jadą na wycieczkę do Włoch. Tess musi mieszkać w pokoju z Kaylle, więc udaje, że wszystko co ona mówi jest paplaniną. |                                                                   |               |                                |                      |                  |     |

## Seria 2: 2012-13
| #  | Tytuł                                                            | Reżyseria        | Scenariusz                     | Premiera             | Premiera          | Kod produkcji |
| -- | ---------------------------------------------------------------- | ---------------- | ------------------------------ | -------------------- | ----------------- | ------------- |
| 23 | Do You Wanna Dance With Boys                                     | Steve Wright     | Michael Poryes Steven Peterman | 23 października 2012 | 18 listopada 2013 | 206           |
| 24 | Wysoki poziom grzeczności Naughty and Nice With Boys             | Brian K. Roberts | Ari Posner                     | 11 grudnia 2012      | 19 listopada 2013 | 204           |
| 25 | Dziewczotynki Girl-Entine's Day With Boys                        | Steve Wright     | Michael Poryes Steven Peterman | 14 lutego 2013       | 20 listopada 2013 | 211           |
| 26 | Wicedyrektor Promoting Change With Boys                          | Steve Wright     | Heather Wordham                | 19 marca 2013        | 21 listopada 2013 | 205           |
| 27 | Walka o maty Getting Up Off The Mat With Boys                    | Steve Wright     | Billy Grundfest                | 26 marca 2013        | 22 listopada 2013 | 212           |
| 28 | Koncert Up All Night With Boys                                   | Brian K. Roberts | Michael Poryes Steven Peterman | 2 kwietnia 2013      | 25 listopada 2013 | 201           |
| 29 | Mega super płytka Being Superduperficial With Boys               | Brian K. Roberts | Billy Grundfest                | 9 kwietnia 2013      | 26 listopada 2013 | 202           |
| 30 | Harując za dwie Working Like a Dog With Boys                     | Stefan Scaini    | Jay J. Demopoulos              | 16 kwietnia 2013     | 27 listopada 2013 | 203           |
| 31 | Szczury Chasing Rats With Boys                                   | Brian K. Roberts | Marie Brown Gallenburg         | 23 kwietnia 2013     | 28 listopada 2013 | 209           |
| 32 | Ja biorę auto! Carmageddon With Boys                             | Steve Wright     | Maria Brown Gallenburg         | 30 kwietnia 2013     | 29 listopada 2013 | 213           |
| 33 | K-U-J-O-N Young and Stupid With Boys                             | Stefan Scaini    | Michael Poryes Steven Peterman | 9 lipca 2013         | 2 grudnia 2013    | 215           |
| 34 | Nowy i szkolne łobuzy Battling Bullies With Boys                 | Stefan Scaini    | Billy Grundfest                | 16 lipca 2013        | 3 grudnia 2013    | 216           |
| 35 | Duet, część pierwsza Let's Duet with Boys, Part 1                | Stefan Scaini    | Michael Poryes Steven Peterman | 23 lipca 2013        | 4 grudnia 2013    | 207           |
| 36 | Duet, część druga Let's Duet with Boys, Part 2                   | Steve Wright     | Michael Poryes Steven Peterman | 30 lipca 2013        | 5 grudnia 2013    | 208           |
| 37 | Czyj to tekst? Partners in Rhyme with Boys                       | Stefan Scaini    | Michael Poryes Steven Peterman | 6 sierpnia 2013      | 6 grudnia 2013    | 214           |
| 38 | Tańczący Fosterowie So You Think Your Family Can Dance With Boys | Steve Wright     | Gracie Glassmeyer              | 13 sierpnia 2013     | 9 grudnia 2013    | 217           |
| 39 | Ferie wiosenne Climbing the Walls With Boys                      | Steve Wright     | Gracie Glassmeyer              | 20 sierpnia 2013     | 10 grudnia 2013   | 210           |
| 40 | Zaginiony pendrive Saying Goodnight With Boys                    | Steve Wright     | Jay J.Demopoulos               | 27 sierpnia 2013     | 11 grudnia 2013   | 218           |